# Leighton Priestley
Leighton Priestley (* 18. Januar 1951) ist ein ehemaliger jamaikanischer Sprinter, der sich auf den 400-Meter-Lauf spezialisiert hatte.
1970 schied er bei den British Commonwealth Games in Edinburgh über 400 m im Halbfinale aus und wurde in der 4-mal-400-Meter-Staffel Fünfter. Im Jahr darauf gewann er bei den Panamerikanischen Spielen 1971 in Cali Silber mit der jamaikanischen 4-mal-400-Meter-Stafette.
Bei den Olympischen Spielen 1972 in München erreichte er über 400 m das Viertelfinale, wobei er im Vorlauf mit 45,75 s seine persönliche Bestzeit aufstellte, und schied in der 4-mal-400-Meter-Staffel im Vorlauf aus.
1976 gelangte er bei den Olympischen Spielen in Montreal über 400 m erneut ins Viertelfinale und kam in der 4-mal-400-Meter-Staffel auf den fünften Platz.